# Кпона, Робер
Робер Кпона (фр. Robert Kponha; род. 30 апреля 1980) — бенинский шоссейный велогонщик.

## Карьера
Несколько раз стартовал в рамках Африканского тура UCI на Тур дю Фасо, Туре Кот-д’Ивуара и Туре Сенегала. Но особых успехов на них не добился финишируя одним из последних или сходя с них.
В мае 2017 года выступил на Туре Бенина. А в декабре года стал третьим на чемпионате Бенина в групповой гонке, уступив Эрику Ахуанджину и Идрису Башики.
В июне 2018 года на чемпионате Бенина в групповой гонке проходившем в Глазуэ стал вторым уступив только Идрису Башики и опередив чемпиона прошлых лет Огюстена Амуссуви.
В 2021 году стал третьим на чемпионате Бенина в индивидуальной гонке.
Несколько раз выступал на чемпионате Африки.

## Достижения
2013
1-й на Grand Prix de l'Indépendance internationale du Bénin
2017
3-й Чемпионат Бенина — групповая гонка
2018
2-й Чемпионат Бенина — групповая гонка
2021
3-й Чемпионат Бенина — индивидуальная гонка